# حيوان اجتماعي

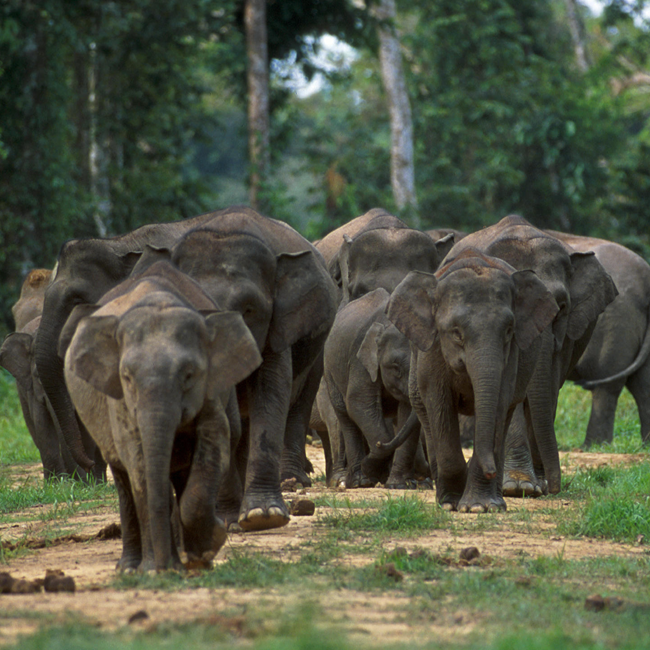
تعيش إناث الفِيلة في مجموعاتٍ مُستقرة مع ذُريتها

الحيوانات الاجتماعية (بالإنجليزية: Social animals)‏ هي كائنات تتفاعل مع الأعضاء الآخرين من أنواعها بشكلٍ كبير، حيثُ يعتمدُ الفردُ مِنها بنجاحٍ على التماسك الشامل وارتباط وانتشار المجموعة.

## الأمثلة

### اللافقاريات
العديد من أنواع غشائيات الأجنحة وعدد آخر من أنواع الحشرات المعروفة بسلوكها الاجتماعي، وأيضًا من الأمثلة على اللافقاريات الاجتماعية هدبيات الأجنحة والعنكبوتيات والمثقوبات وحاملات المخالب.